# Carlo Lodi di Capriglio
Carlo Ludovico Lodi di Capriglio, italijanski častnik in politik, * 1755, † 11. marec 1827.
Med letoma 1815 in 1816 je bil poveljujoči general Korpusa karabinjerjev.